# Transición al Neolítico

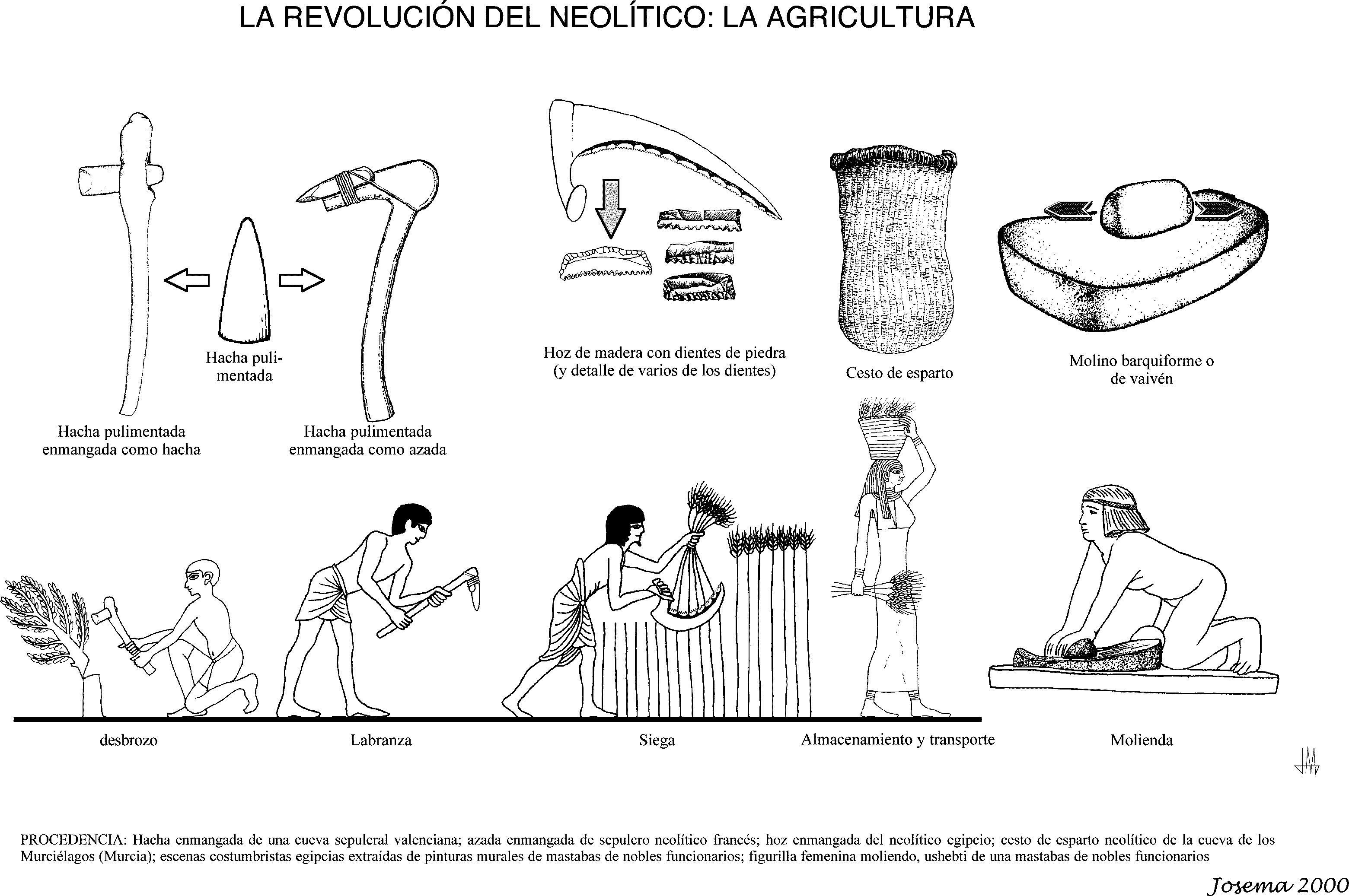
Utensilios agrícolas típicos del Neolítico y sus posibles empleos a través de antiguas representaciones egipcias.

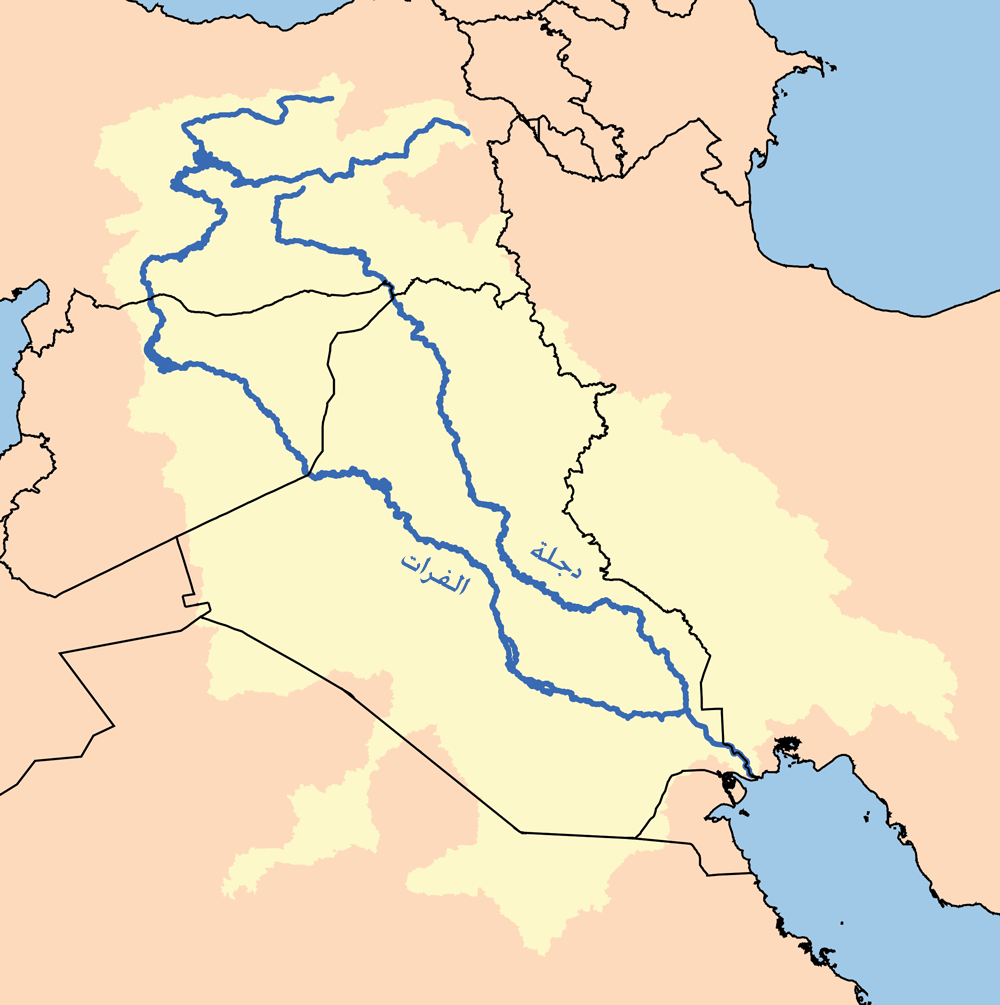
Mapa de Mesopotamia

La transición al Neolítico fue, en el transcurso de la humanidad, el paso de la vida nómades en tribus, hacia la vida sedentaria en aldeas.
El Neolítico es un período de la Prehistoria muy complejo, dado lo difícil , que ha sido encontrar vestigios arqueológicos.

## Teorías sobre el surgimiento del Neolítico

### Teoría de Vere Gordon Childe
Ha sido muy complejo adjudicar un término histórico a este período debido a la cantidad de teorías que han surgido a partir de la teoría de Vere Gordon Childe en su libro Los orígenes de la civilización, acuñándole el término "revolución", por lo cual el autor comparaba la revolución neolítica, como una revolución similar a la industrial del siglo XVIII d. C. Fue un cambio de tipo económico y productivo en las sociedades, es ahí donde el autor hace la comparación con la revolución industrial. Su investigación sobre la revolución neolítica fue creada a partir de la "Teoría de los oasis"; esta era que gracias al cambio climático del Pleistoceno, los hombres se establecieron en los oasis formados por el deshielo de los glaciares, para luego pasar a una economía productiva, surgiendo tanto la agricultura como la ganadería.

### Teoría de R.Braidwood
Después de la investigación del antropólogo Vere Gordon Childe han surgido nuevas teorías acerca de este período, como la de R. Braiwood, que critican el término "revolución", acuñándole el nuevo concepto de "revolución silenciosa", que trata de que los cambios surgen no de una manera rápida, sino de un proceso lento y continuo; esto lo comprobó con su "Teoría del área nuclear", que procede de que la agricultura nació de la observación de plantas silvestres de trigo y cebada en la zona de la actual Irak, iniciando una agricultura incipiente, sin dependencias del oasis.

### Teoría de J.J. Eiroa
La más actualizada es la teoría de Jorge Juan Eiroa en su trabajo de que intruduce al concepto de Revoluciòn una nueva forma de denominarlo por los cambios que acotecen en un Proceso Revolucionario continuo y progresivo, pero lento en cuanto a milenios pasaron, ya que los cambios se observan, pero no como lo comparaba Gordon Childe con la Revolución Industrial, sino que fue un proceso revolucionario, quitándole dinámica al perìodo prehistórico, en cuanto como aparecen los cambios en la producción ganadera y agrícola